# Квак чорногорлий
Квак чорногорлий (Nyctanassa violacea) — вид птахів родини чаплевих (Ardeidae).

## Поширення
Гніздиться в прибережних районах півдня США, Карибського басейну, більшої частини Центральної Америки та півночі Південної Америки. Північні популяції є перелітними, на зимівлю мігрують до Центральної і Південної Америки. Його улюблене середовище проживання — узбережжя, мангрові ліси та прибережні болота.

## Опис
Ця чапля сягає близько 61 см завдовжки і ваги 625 г. Зовні нагадує квака (Nycticorax nycticorax), але значно стрункіший. Його голова відносно велика, а дзьоб помітно товстий. Оперення переважно темно-сіре зверху зі сріблястими краями та біло-сіре на череві. Голова чорна з білим або жовтуватим чолом, гребінь з пір'я такого ж кольору та білими смужками під очима. У шлюбний період лоб і щоки жовтіють, а на потилиці виростають довгі білі декоративні пір'я. У нього червоні очі та короткі жовті ноги. Статі схожі, оперення молодих птахів коричневе з білими або сірими плямами.

## Спосіб життя
Його улюбленою їжею є ракоподібні, але також полює на земноводних, комах і молюсків. Риба становить лише дуже малу частину його раціону. Як квак, добує їжу переважно в темряві. Будує гнізда з гілок і очерету парами або нещільними колоніями. Зазвичай гніздиться на деревах або кущах біля води. Самиця відкладає від двох до п'яти синьо-зелених яєць. Вирощуванням пташенят займаються обоє батьків.

## Підвиди
Виділяють 5 підвидів:
- N. v. violacea (Linnaeus, 1758) – центральні та східні США до східної Мексики та східної Коста-Рики.
- N. v. bancrofti Huey, 1927 – від західної Мексики до західної Нікарагуа, Вест-Індія
- N. v. caliginis Wetmore, 1946 – Панама та західна Колумбія до Перу
- N. v. cayennensis (J.F. Gmelin, 1789) – Панама та Колумбія до північно-східної та східної Бразилії
- N. v. pauper (P.L. Sclater & Salvin, 1870) – Галапагоські острови